# Зигрист, Беньямин
Бе́ньямин Ке́вин Зи́грист (нем. Benjamin Siegrist; родился 31 января 1992, Тервиль) — швейцарский футболист, вратарь румынского клуба «Рапид», на правах аренды выступающий за итальянский «Дженоа». Чемпион мира 2009 года среди юношей.

## Карьера

### Клубная
Зигрист является воспитанником футбольной школы «Базеля», выступал в его юношеских и молодёжных составах. С 2009 года он числится в составе «Астон Виллы» и выступает в английском клубе в рамках чемпионата Англии среди резервных команд. В сезоне 2013/14 Зигриста отдавали в аренду клубам Второй Футбольной лиги «Бертон Альбион» и «Кембридж Юнайтед». В «Бертоне» он провёл месяц, ни разу не выйдя на поле, а в «Кембридже» принял участие в трёх матчах, в которых пропустил один гол. Полноценной игровой практике голкипера мешали тяжёлые травмы, которых за время пребывания в «Астон Вилле» набралось четыре. После окончания контракта с клубом из Бирмингема футболист вернулся в Швейцарию, подписав двухлетний контракт с клубом «Вадуц» из Лихтенштейна, выступающем в швейцарской Суперлиге. В составе нового клуба Зигрист дебютировал 7 июля 2016 года в матче первого квалификационного раунда Лиги Европы против македонского «Силекса»

### В сборной
В составе сборной Швейцарии до 17 лет сыграл на чемпионате Европы в Германии, провёл четыре игры и помог команде выйти в полуфинал. Таким образом, сборная получила право сыграть на юношеском первенстве мира 2009 года в Нигерии. На чемпионате Беньямин сыграл семь матчей, а в финале против Нигерии его великолепная игра в совокупности со стараниями Хариса Сеферовича, которые увенчались голом, принесли победу сборной Швейцарии и титул чемпионов мира среди юношей. На том же чемпионате Зигрист получил приз лучшему вратарю. Также он стал серебряным призёром на чемпионате Европы 2011 года среди молодёжи, не сыграв ни одной встречи.

## Достижения
Сборная Швейцарии
- Чемпион мира среди юношей (до 17): 2009
- Серебряный призёр чемпионата Европы (19): 2011

### Личные
- Лучший вратарь чемпионата мира: 2009